# Halfmoon (Nueva York)
Halfmoon es un pueblo ubicado en el condado de Saratoga en el estado estadounidense de Nueva York. En el año 2000 tenía una población de 1,971 habitantes y una densidad poblacional de 19 personas por km².

## Geografía
Halfmoon se encuentra ubicado en las coordenadas 42°51′24″N 73°44′33″O / 42.85667, -73.74250.

## Demografía
Según la Oficina del Censo en 2000 los ingresos medios por hogar en la localidad eran de $46,234, y los ingresos medios por familia eran $53,515. Los hombres tenían unos ingresos medios de $40,076 frente a los $30,512 para las mujeres. La renta per cápita para la localidad era de $23,714. Alrededor del 4.5% de la población estaban por debajo del umbral de pobreza.